# DJ Pee
Peter Beckmann alias DJ Pee (gesprochen: P-Double-E) ist ein deutscher DJ. Er zählt zu den Veteranen des deutschen Hip-Hops und war Mitglied der Bremer Rap-Formation F.A.B.

## Musikalisches Wirken
DJ Pee gründete 1993 mit FlowinImmo und Ferris MC die "Freaks Association Bremen", welche beim Indielabel MZEE unter Vertrag stand.
Die Popularität des 1995 erschienenen Debütalbums "Freaks" erklären Szenekenner unter anderem mit dem unverwechselbaren Sound des Albums. So gelang es DJ Pee mit innovativem Sampling, am Noise-Rock angelehnten Störeffekten und dem Verzicht auf das klassische Turntablism "Freaks" seine musikalische Signatur zu verleihen.
1997 trennte sich die Gruppe jedoch aufgrund privater Differenzen, woraufhin DJ Pee nicht mehr in popkulturell relevanten Kollaborationen in Erscheinung trat.

## Diskografie

### Alben
- 1994/1995: Freaks LP (MZEE)

### Singles
- 1994: Freaks Remixe (MZEE)
- 1995: F.A.B. am Mikrofon/Harmodekiddiejunk (MZEE)
- 1997: Es tut mir leid (Scoop/MCA)

### EPs
- 1997: ERiCH Privat (Scoop/MCA)